# Maoripamborus
Maoripamborus is een geslacht van kevers uit de familie van de loopkevers (Carabidae). De wetenschappelijke naam van het geslacht is voor het eerst geldig gepubliceerd in 1944 door Brookes.

## Soorten
Het geslacht Maoripamborus is monotypisch en omvat slechts de volgende soort:
- Maoripamborus fairburni Brookes, 1944